# Bitfarm-Archiv
Bitfarm-Archiv ist eine Open-Source-Software für das Dokumentenmanagement elektronischer und papiergebundener Dokumente aller Art. Bitfarm-Archiv unterstützt Unternehmen aller Branchen und Größen bei der Ablage und Recherche, der Archivierung, der elektronischen Abbildung von Geschäftsprozessen und dem Einhalten gesetzlichen Vorgaben bei der revisionssicheren Aufbewahrung von steuerlich relevanten Dokumenten.

## Geschichte
Die bitfarm Informationssysteme GmbH wurde 1998 als Systemhaus in Siegen gegründet. 2003 wurde mit der Entwicklung von Bitfarm-Archiv begonnen, nachdem die Suche nach einer speziellen Kundenlösung kein adäquates Produkt auf dem Markt ergab. Es war von Beginn an klar, dass diese Lösung als Open-Source-Software realisiert werden sollte.

## Lizenz
Bitfarm-Archiv wird unter GPLv2 zur Verfügung gestellt.

## Merkmale
Bitfarm-Archiv bietet eine revisionssichere Archivierung von elektronischen Dokumenten, wie z. B. PDF, Microsoft Office, Open Office und weiteren Bilddateiformaten und eine revisionssichere Archivierung papiergebundener Dokumente, die per TWAIN Scanner, Netzwerkscanner oder Multifunktionsgerät erfasst werden. Es können Daten aus jeder beliebigen Applikation, die installierte Drucker in Windows zum Drucken nutzen, durch einen virtuellen Archivdrucker erfasst werden.

## Funktionen
- E-Rechnung (Archivierung, Verschlagwortung & Darstellung)
- Kontierung von Rechnungsdaten ("Buchungsgrid")
- E-Mail-Archivierung (Client Add-Ons)
- Dokumentenlebenszyklus
- revisionssichere Archivierung
- Automatisches Füllen von Metadaten/Zusatzfeldern
- Aufbringen von elektronischen Notizzetteln, Stempeln usw.
- Integrierte Open-Source Texterkennung
- Ausführliche Logging- und Historyfunktion
- Unterstützung TWAIN Scannern
- Langzeitformat TIFF als Standardformat
- Automatische Sortierung und Verschlagwortung anhand von frei definierbaren Regeln
- Lesezeichen für häufig verwendete Suchabfragen
- Überwachter Dokumenten-Importordner für die automatische Archivierung von Dokumenten aus ERP-Systemen
- Volltextsuche
- Export von Dokumenten im PDF
- E-Mail-Versand von Dokumenten
- Verknüpfung von Dokumenten zur Erstellung von virtuellen Akten
- Digitale Wiedervorlage
- Export von Suchergebnissen nach Excel/Open-Office/CSV
- Dublettenprüfung
- Konform zu GDPdU/GoBS
- Mehrsprachigkeit (englisch, deutsch)

## Auszeichnungen
Im Jahr 2011 und 2014 gewann die Software bitfarm-Archiv den Innovationspreis-IT der Initiative Mittelstand in der Kategorie „DMS“.